# Edificio Windsor
El edificio Windsor o torre Windsor fue un edificio de oficinas de Madrid (España). Tenía 106 metros de altura y 32 plantas, y estaba situada en pleno centro financiero de la ciudad, en la zona de AZCA. Era propiedad de la sociedad Asón Inmobiliaria de Arriendos, controlada por El Corte Inglés; su nombre provenía del de una famosa discoteca con forma de auditorio situada en sus bajos: Windsor. En la Torre Windsor estaba situada la central en España de Deloitte donde trabajaban sus más de 1200 empleados y tres departamentos del despacho de abogados Garrigues. Fue destruida por un incendio la madrugada del 13 de febrero de 2005.

## Historia

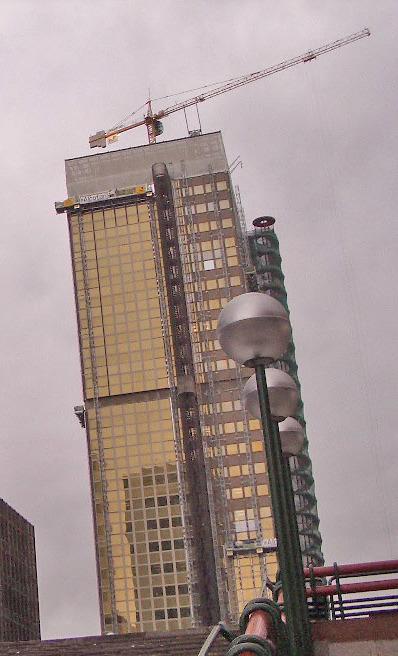
El verano de 2004 se instaló una grúa torre sobre la cubierta del edificio para las obras de remodelación del mismo. La grúa, que resistió el incendio y no se desplomó, fue retirada para acometer la demolición del edificio.

Su construcción comenzó en 1975 y terminó en 1979, siendo sus autores los arquitectos del estudio Del Río-Ferrero, Alas y Casariego: Pedro Casariego Hernández-Vaquero, Manuel del Río Martínez, Genaro Alas Rodríguez, Ignacio Ferrero Ruiz de la Prada, Luis Alemany Indarte, Rafael Alemany Indarte y Miguel Ángel Rodríguez Torices Sanz. El proyecto inicial contemplaba una torre de oficinas y una base que contaría con salas de espectáculos, locales comerciales y sótanos para aparcamientos. En su momento fue el edificio más alto del complejo AZCA hasta la construcción de la Torre Picasso.
La Torre Windsor era una estructura mixta de hormigón y hierro, dividida en 2 piezas por la planta técnica intermedia y, una planta sin ventanas que alojaba elementos estructurales. Contaba con un núcleo de hormigón armado que contenía los elementos de comunicación vertical, ascensores y escaleras. Grandes vigas de 3,40 m de canto soportaban el peso de las fachadas y forjados, resueltos con secciones más ligeras. Exteriormente destacaba por su elemental geometría, caracterizada en la fachada por la presencia de elementos modulares de alto índice de reflexión de la luz, íntegramente de vidrio. Esta capacidad de reflexión hacia que el edificio redujera su impacto volumétrico. La base del complejo, compuesta por tres plantas, estaba ocupada por locales comerciales. En la zona interior se encontraban los locales de espectáculos sobre la trama peatonal de AZCA, aunque desaparecieron hace años[¿cuándo?] por la ampliación de los almacenes El Corte Inglés. En el solar se erige actualmente la Torre Titania.

## Incendio

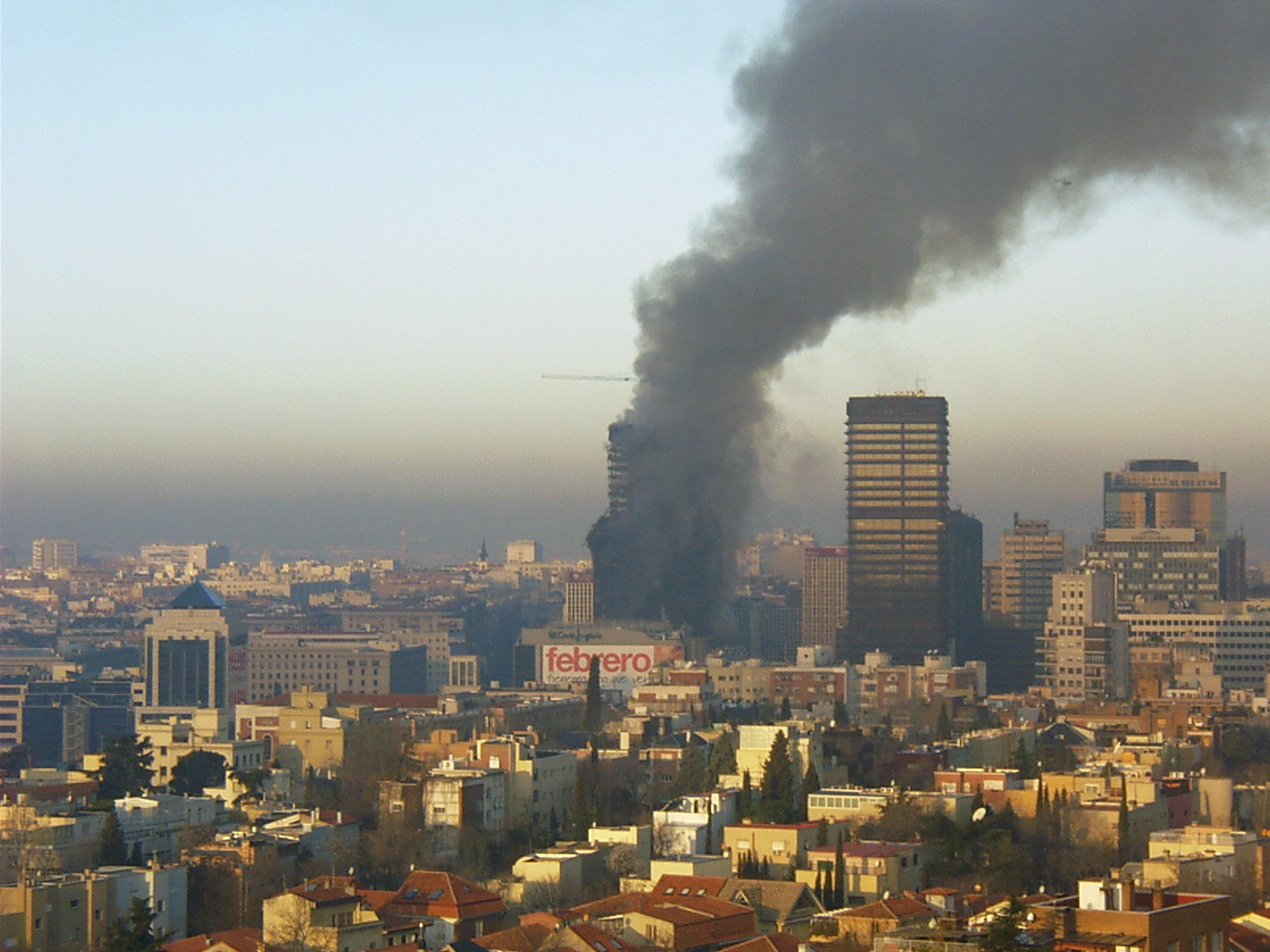
El edificio ardiendo la mañana del 13 de febrero de 2005.

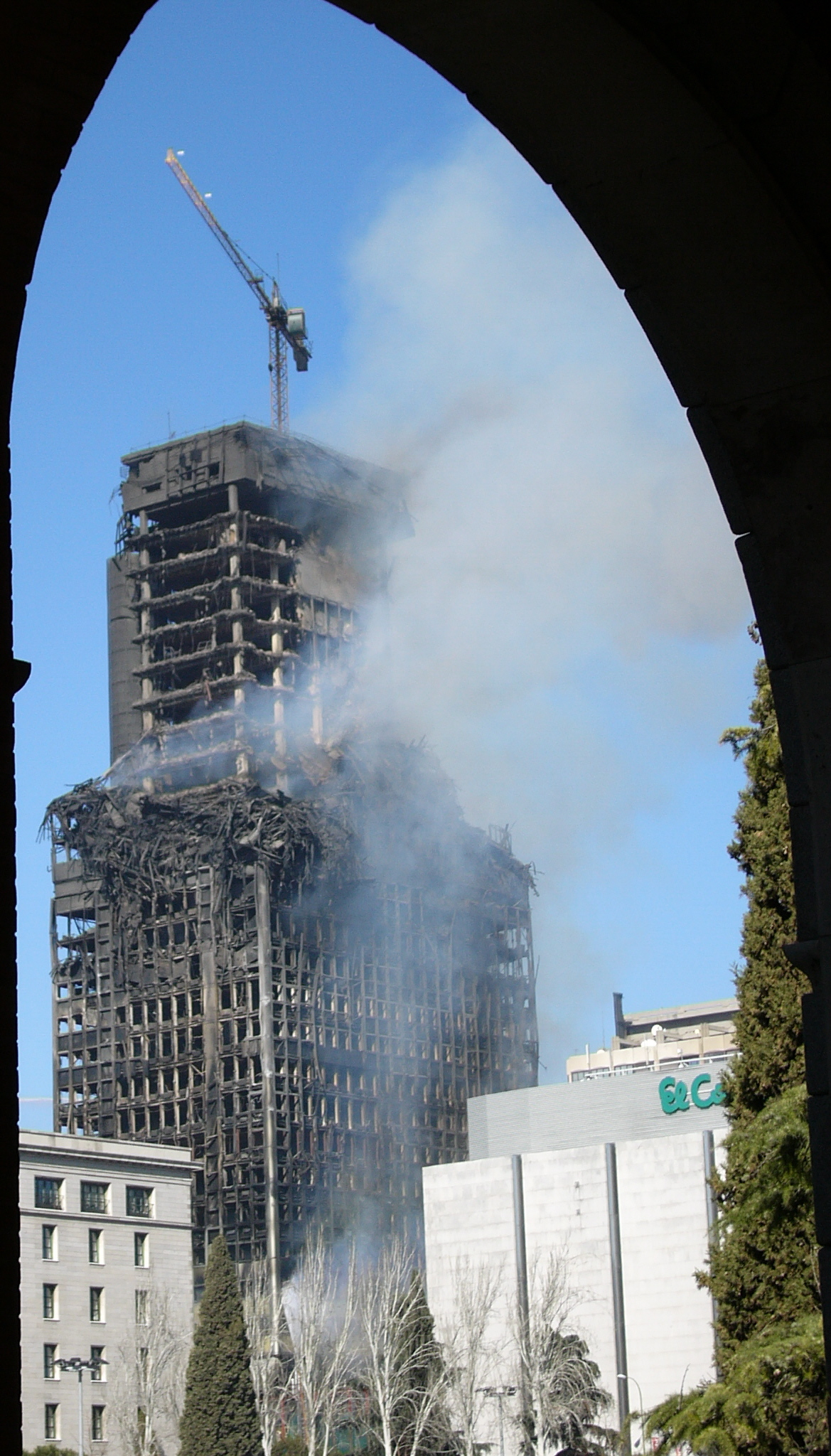
Torre Windsor el 13 de febrero de 2005 a las 12:06 horas.

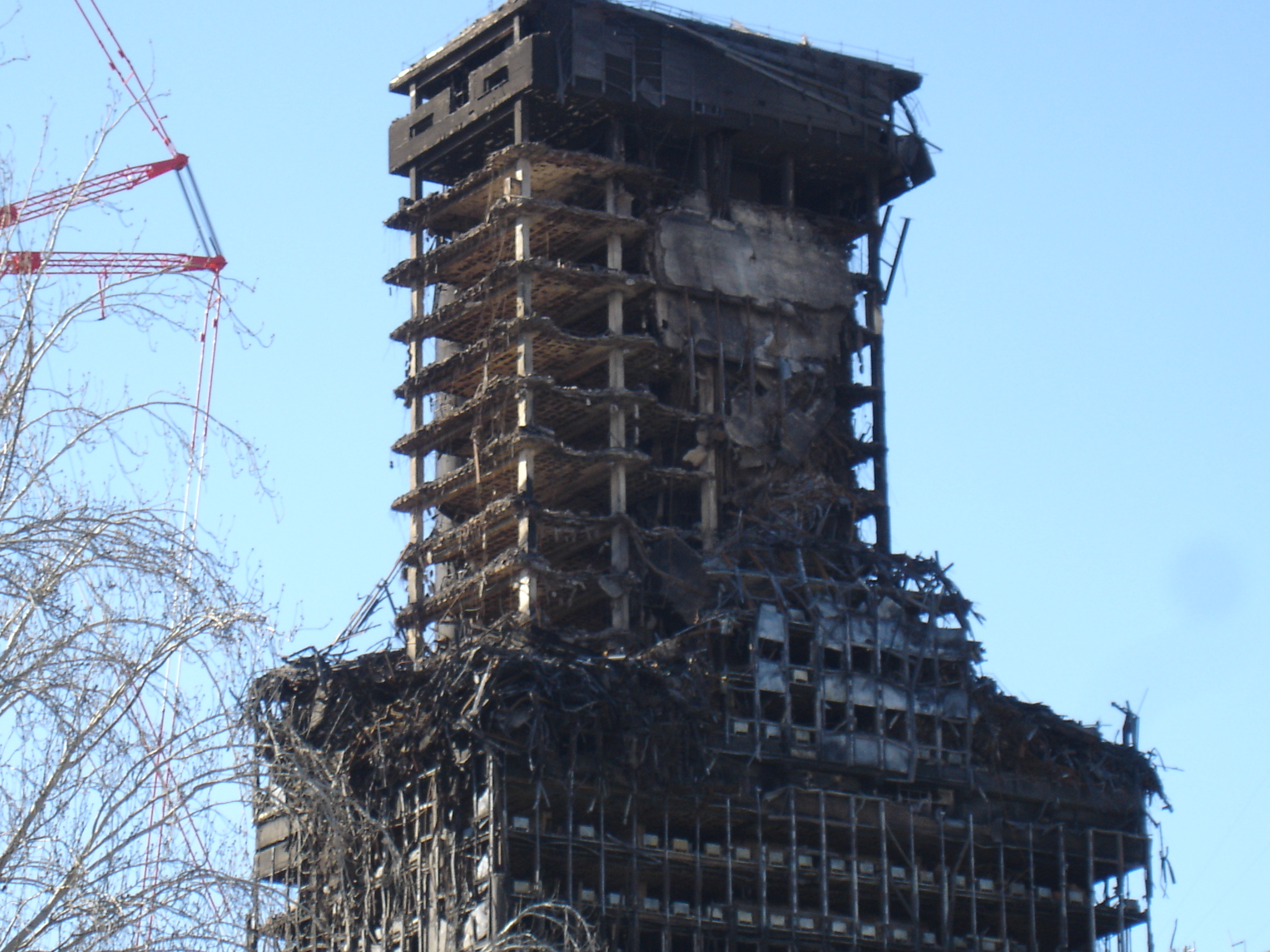
Estado ruinoso del rascacielos tras el fin del incendio.

A las 23:19 del sábado 12 de febrero de 2005 se recibió un aviso de incendio en la oficina 2109 de la planta 21 del rascacielos que rápidamente se propagó por los pisos superiores a través de la fachada metálica. Hacia la 01:00 de la madrugada, ante la constatación de que el incendio era inabordable y no quedando trabajadores en el edificio, se dio la orden a los equipos de extinción de evacuarlo, ante el riesgo de derrumbe del edificio. Los bomberos quedaron atacando el fuego desde el exterior con equipos que no alcanzaban más allá de la planta 12.
Los bomberos necesitaron unos seis millones de litros de agua (el equivalente aproximadamente a la capacidad de tres piscinas olímpicas) y 80 horas de trabajo para extinguir el fuego. El edificio llegó a soportar temperaturas de 1000 grados. En el momento de mayor intensidad trabajaron 205 bomberos y 40 vehículos. Las llamas carbonizaron 30 000 metros cuadrados de oficinas y despachos donde trabajaban más de 2000 personas.Con todo, la estructura de hormigón armado de la torre permaneció relativamente intacta. 
En el momento del incendio hacía más de 2 años y medio que el edificio estaba siendo reformado, realizándose las obras con las oficinas en funcionamiento. Cabe destacar que la llamada a los bomberos se produjo pasadas las 23 horas, tardando éstos en llegar al siniestro unos escasos 4 minutos, pero los vecinos detectaron un fuerte olor a quemado al menos 2 horas antes. Aunque el incendio no produjo víctimas, algunos bomberos tuvieron que ser atendidos por inhalación de humo. Después de la extinción del incendio por parte de los bomberos y de la investigación por parte de la policía científica, se empezó el desmantelamiento del edificio, desmontando planta a planta el mismo, usando cuatro grúas pesadas y maquinaria de corte. Durante este desmonte, sólo se pudo destacar que en abril, un soporte hidráulico de una de las grúas cayó al suelo. Los técnicos concluyeron que simplemente hubo un corte de seguridad y el soporte bajó automáticamente para evitar precisamente una caída o cualquier otro accidente. Pese a lo aparatoso del incidente y al gran estruendo que hizo al desplomarse en el suelo, no hubo daños personales.
Pese a los continuos problemas, accidentes y temporales (el invierno de 2005 fue uno de los más duros en Madrid, con una gran nevada el 23 de febrero que hizo peligrar lo que quedaba del edificio), los trabajos de desmontaje finalizaron el 13 de agosto de 2005, cuatro meses antes de lo previsto. A finales del mismo mes, se abrieron a la circulación las calles adyacentes (calle Raimundo Fernández Villaverde y el paso elevado que conecta con la plaza de la República Argentina).
Durante semanas los grandes almacenes El Corte Inglés que se encuentran colindantes a la torre (los más grandes que tiene la empresa) permanecieron cerrados por seguridad, lo que provocó grandes pérdidas a la empresa, que hasta tuvo que anular miles de encargos de flores con motivo del día de San Valentín el 14 de febrero. El cierre incluyó el edificio Bronce, donde la firma tiene integrada la sección de Hogar, y también de las dependencias de Seguros La Estrella ubicadas en la Torre Trieste.
Deloitte fue la empresa más afectada ya que ocupaba 20 plantas y tenía 1200 empleados trabajando en el Edificio Windsor y se tuvo que trasladar momentáneamente a la vecina Torre Picasso.

## Investigación

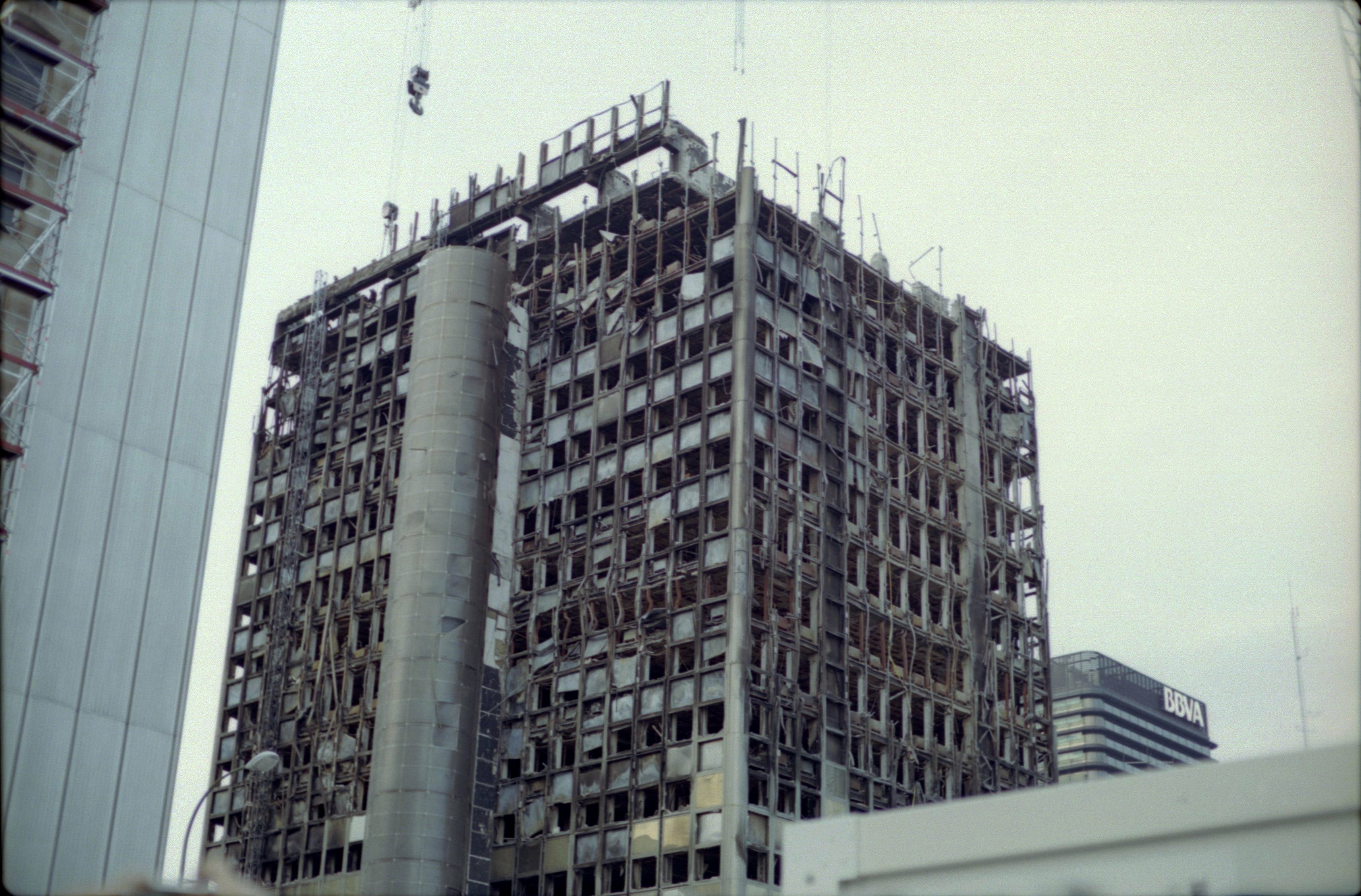
Desmantelamiento de los escombros del edificio.

En una de las grabaciones hechas desde el exterior por una videoaficionada se aprecia, tras una ventana del edificio, lo que parecen ser las siluetas de dos personas caminando por dentro (planta 13) durante el incendio, cuando los accesos al mismo ya se encontraban cerrados. La grabación de la cinta marcaba las 03:46 de la madrugada. La policía científica determinó que las imágenes no estaban manipuladas. Un cuestionado informe de lo bomberos consideró que podían ser reflejos,pero la policía y el juez instructor rechazaron esta teoría, aunque no encontraron evidencias de que las presuntas personas tuvieran que ver con el origen o propagación del incendio.
Según las investigaciones de la policía científica a las ruinas del edificio, el incendio fue fortuito y no intencionado, iniciándose en la papelera de un despacho de Deloitte por una colilla mal apagada. No se hallaron sustancias acelerantes, y la rápida propagación de las llamas fue atribuida a diversos factores, como la cantidad de combustible que había en todas las plantas, como muebles y material de oficina, la falta de un sistema automático de extinción de incendios —el Windsor solo tenía detectores de humo y de calor— y la propia estructura del rascacielos, con su fachada metálica.
El juez instructor concluyó el proceso el 31 de enero de 2006, casi un año después del incendio, concluyendo en el auto que la investigación no había encontrado pruebas de intencionalidad y que, por tanto, no había responsabilidad penal.

## Hipótesis sobre incendio intencionado
Aunque la versión oficial quedó como que el desencadenante fue una colilla mal apagada, el 12 de febrero de 2019, se encontraron pruebas que podrían culpar como único causante del incendio al comisario José Manuel Villarejo del Cuerpo Nacional de Policía. Según el diario Moncloa.com, el objetivo era destruir los soportes documentales de una auditoría realizada por Deloitte al Grupo FG Valores que habían sido solicitados por la Fiscalía Anticorrupción la víspera del siniestro, los cuales podrían perjudicar al entonces presidente del BBVA, Francisco González.

## En la cultura popular

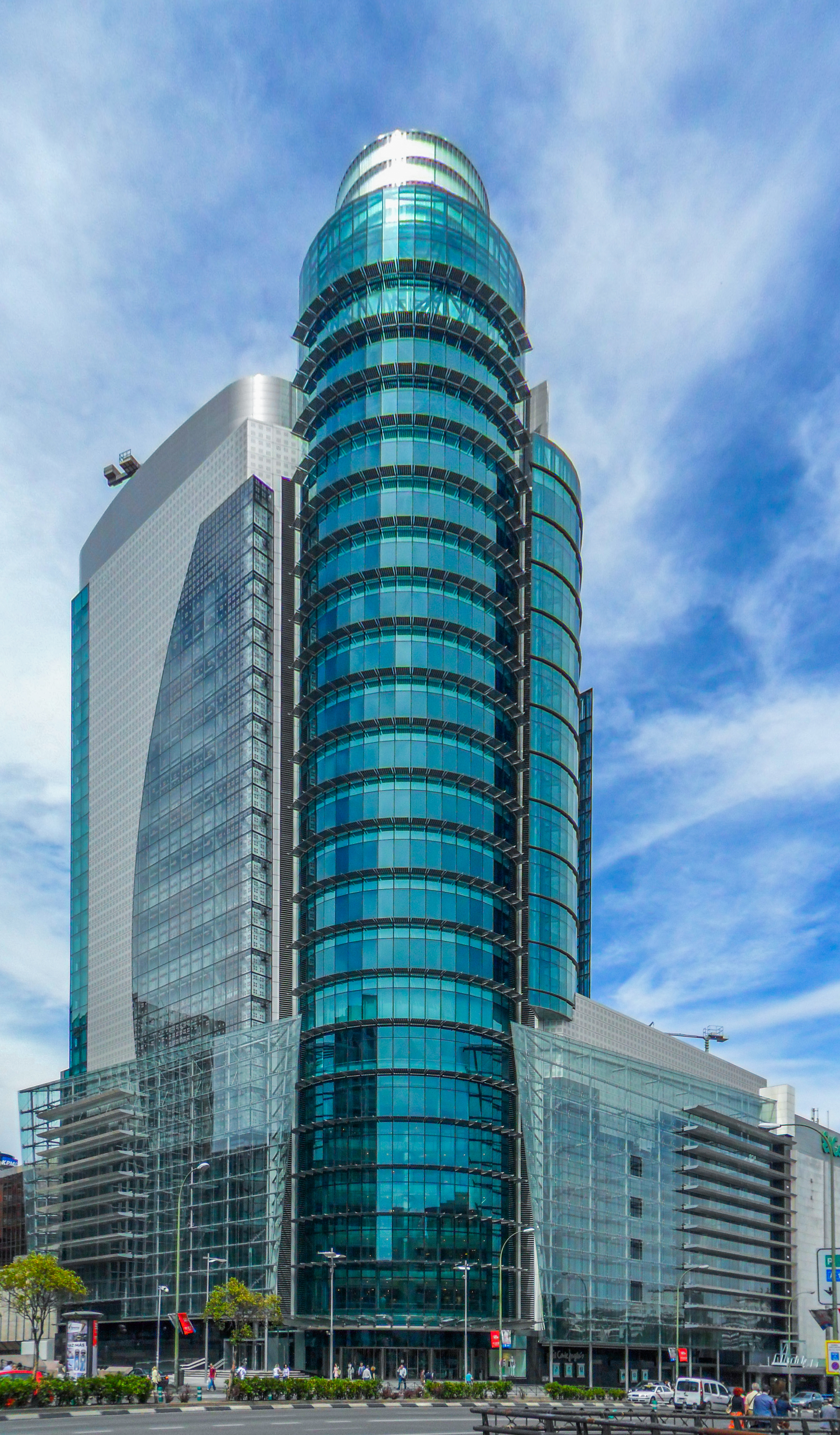
Torre Titania, construida entre el 2007 y 2013 en el lugar que ocupaba el edificio Windsor.

- El edificio puede verse en la parte final de la película Pájaros de ciudad (1981) de José María Sánchez Álvaro.[10] El largometraje fue estrenado en el Festival Internacional de Cine de San Sebastián 1981.[11]
- El edificio aparece por fuera y en su interior en la película El donante (1985) de Andrés Pajares.
- En los primeros minutos de la película Historias del Kronen (1995) de Montxo Armendáriz se puede ver un plano panorámico del complejo de AZCA en el que aparece el edificio.[12]
- En la escena final de la película Abre los ojos (1997) de Alejandro Amenábar, se puede ver el edificio desde lo más alto de la Torre Picasso momentos antes de que el personaje interpretado por Eduardo Noriega se arroje al vacío.[13]
- En una escena de la película Barrio (1998) de Fernando León de Aranoa se puede ver el edificio iluminado por la noche desde los bajos de AZCA.
- El incendio del edificio es uno de los temas centrales de las novelas Cazar al Capricornio (2009) de Francisco Castillo Arenas,  Torres de fuego (2011) de Gabriela Cañas, No hay trabajo bueno (2013) de Yanet Acosta y de «Yo quemé el edificio Windsor» de Pedro Fernández (Ediciones Atlantis, 2018), Ya no vuelan cometas en los Cerros del Viento (2018) de Eduardo Guibelalde del Castillo.
- Hace referencia a él el grupo madrileño de rock Pereza, en su canción «Windsor», perteneciente a su cuarto disco, Aviones, al decir en el estribillo «mi corazón ardía como el Windsor».
- En el videoclip de «Caminando por la vida» de Melendi aparece el edificio quemado siendo sustituido por el edificio Chrysler.
- El grupo Camellos hace referencia a este edificio en su canción «Arroz con cosas», con la frase «Vamos a dejar tu piso como el edificio Windsor».
- La cantante Christina Rosenvinge le dedicó una canción en su álbum La joven Dolores (2011): «La noche del incendio».
- La serie de televisión española Tristeza de amor (rodada en los años ochenta) emplea parte de las carátulas y escenarios en el interior de este edificio.
- La serie de televisión Aquí no hay quien viva realiza un gag sobre este suceso. En un capítulo en el que el personaje de Rafael Álvarez intenta provocar un incendio en Desengaño 21, su guardaespaldas le llama a esta acción «Operación Windsor». En el primer episodio de la temporada 4, cuando los vecinos regresan después del incendio, vuelve a hacerse una referencia sobre el color de la pintura del rellano a lo que Marisa responde “color negro Windsor”. También en otros episodios hace mención de ello, por ejemplo llamando a un pollo quemado en el horno «pollo a la Windsor», bromeando con que unas cigüeñas estresadas tenían el nido en el edificio Windsor, o haciendo referencia a que las compañías de seguros sólo investigaban casos grandes tipo el Windsor o que estas no se arruinaron con dicho edificio cuando los vecinos  planeaban estafar al seguro de la comunidad.
- Su incendio aparece mencionado en la canción «Lo más bonito» de Mitsuruggy.